# 小行星24133
小行星24133（24133 Chunkaikao）是一颗绕太阳运转的小行星，为主小行星带小行星。该小行星于1999年11月19日发现。

## 轨道参数
小行星24133的轨道半长轴为457 339 467 km，3.0570820 UA，离心率为0.039。